# SGLT2 억제제
글리플로진(gliflozins), 플로진(flozins)이라고도 하는 SGLT2 억제제(SGLT2 inhibitors)는 콩팥의 기능적 구성 단위인 네프론에 위치한 나트륨-포도당 공동수송체를 조절하는 약물의 종류로, 창자의 점막에서 비슷한 기능을 하는 SGLT1 억제제와 대조적이다. 가장 중요한 대사적 효과는 콩팥의 포도당 재흡수를 억제하여 혈당을 낮추는 것이다. 이들은 나트륨-포도당 공동수송체 2(SGLT2)를 억제하여 작용한다. SGLT2 억제제는 제2형 당뇨병의 치료에 쓰인다. 혈당 조절 기능과 별도로 SGLT2 억제제는 제2형 당뇨병 환자의 심혈관계를 크게 개선시키는 효과가 있다는 것이 알려져 있다. SGLT2 억제제에 속하는 여러 약물들이 현재 승인되어 사용되고 있거나 개발 단계에 있다. SGLT2 억제제의 일종인 카나글리플로진을 이용한 연구에서는 카나글리플로진이 혈당 조절을 개선시키며 몸무게나 수축기, 이완기 혈압을 줄여 준다고 밝혔다.

## 의학적 사용
2022년 미국당뇨병협회(ADA)의 당뇨병 관리 표준에서는 SGLT2 억제제를 (주로 메트포르민과 함께 사용하여) 제2형 당뇨병의 일차 치료 약제로 포함시켰다. 특히 만성 신장병, 심혈관계 질환, 심부전이 함께 있는 환자에서 더욱 권장된다.
SGLT2 억제제, GLP-1 작용제, DPP-4 억제제를 비교한 체계적 문헌고찰과 네트워크 메타분석 연구에서는 SGLT2 억제제를 사용했을 때 플라시보를 사용한 군이나 치료를 하지 않은 군에 비해 SGLT2 억제제를 사용한 경우 사망률이 20% 감소했다고 밝혔다. 또 다른 체계적 문헌고찰 연구에서는 SGLT2 억제제가 제2형 당뇨병 환자에서 심장과 콩팥 기능을 개선시키는 기전에 대해 논하였으며, 특히 신경 개선 효과에 대해서도 강조하였다.
두 개의 문헌고찰 논문에서는 SGLT2 억제제가 죽상경화성 주요 심혈관 사건(MACE)이 있는 환자에게 이점이 있다고 결론을 내렸다. 이 중 한 연구에서는 주요 심혈관 사건을 심근경색, 뇌졸중, 심혈관계 질환으로 인한 사망을 엮은 용어로 정의하였다.

## 부작용
2015년 5월, 미국 식품의약국(FDA)에서는 SGLT2 억제제가 당뇨병성 케톤산증(DKA)의 위험을 높일 수 있다고 경고했다. SGLT2 억제제는 혈중 포도당 순환량을 감소시켜 내인성으로 분비되는 인슐린이나 바깥에서 인위적으로 투여한 저용량의 외인성 인슐린 자극을 약하게 만들 수 있다. SGLT2 억제제는 특히 정상혈당성 DKA(euglycemic DKA, euDKA), 즉 혈당 수치가 올라가지 않는 당뇨병성 케톤산증을 일으킬 수 있는데, 이는 케톤체가 세뇨관에서 흡수되기 때문이다. 케톤산증의 위험이 특히 높아지는 시기는 수술 전후의 시기이다. 수술 전에는 SGLT2 억제제 투여를 중단해야 할 수 있으며, 신체 상태가 양호하며 수분량도 충분하고, 식사를 규칙적으로 할 수 있는 경우에만 계속 사용하도록 권장된다.
2015년 9월, FDA는 카나글리플로진(인보카나)과 카나글리플로진/메트포르민(인보카멧)과 관련된 경고를 냈는데, 이는 두 약제가 골밀도를 감소시켜 골절 위험을 증가시킨다는 이유 때문이었다. 단, SGLT2 억제제를 메트포르민과 병용 투여하는 경우 설폰요소제나 인슐린 같은 다른 제2형 당뇨병 치료제에 비해 저혈당증의 발생 위험이 낮아진다는 장점도 있다.
카나글리플로진이 하지 절단술의 위험 증가와 관련되어 있다는 것은 밝혀졌으나, 다른 SGLT2 억제제도 그런 위험성이 있는지 확인하기 위해서는 추가적인 자료가 필요하다. 유럽 의약품청(EMA)에서는 카나글리플로진, 다파글리플로진, 엠파글리플로진을 복용하는 환자들에서 하지 절단술, 특히 발가락 절단의 위험이 올라갈 수 있다고 결론 내렸다.
2018년 8월, FDA에서는 SGLT2 억제제를 복용하는 환자에서 푸르니에 괴저(생식기나 회음부에 발생하는 괴사성 근막염 또는 괴저의 일종)의 발생 위험이 증가할 수 있다고 경고했다. 그러나 절대적인 발생 위험 자체는 아주 낮다고 여겨진다.
수술 이후 케톤산증의 발생 위험을 줄이기 위해, FDA에서는 SGLT2 억제제의 처방 정보를 수술이 예정되어 있을 때 일시적으로 복용을 중단하길 권장한다고 변경하도록 승인하였다. 카나글리플로진, 다파글리플로진, 엠파글리플로진은 수술 계획일로부터 최소 3일 전에, 에르투글리플로진은 최소 4일 전에 복용을 중단하여야 한다.
FDA 부작용 보고 시스템에서는 SGLT2 억제제와 관련하여 급성 콩팥 손상(AKI)의 증가가 보고되었으나, 실제 임상시험 결과에서 나온 자료에 따르면 오히려 SGLT2 억제제 치료를 받았을 때 급성 콩팥 손상이 감소하였다고 보고되기도 하였다.

## 상호작용
대부분의 제2형 당뇨병 환자들은 어떤 것이든 다른 약물을 복용하고 있으므로, SGLT2 억제제의 약물 상호작용은 중요하다. SGLT2 억제제는 티아지드, 고리 이뇨제, 그 외 기타 이뇨제의 이뇨 효과를 상승시켜 탈수와 저혈압의 위험을 올릴 수 있다고 알려져 있다. 만일 병용 투여 요법을 시행 중이라면 저혈당증을 피하기 위해 당뇨병약의 용량을 조절하는 것이 중요하다. 예를 들어 SGLT2 억제제와 설폰요소제 간의 상호작용으로 인해 심각한 저혈당증이 생길 수 있는데, 이는 아마 사이토크롬 P450 때문으로 생각된다.
다파글리플로진을 피오글리타존, 메트포르민, 글리메피리드, 시타글립틴과 함께 사용하는 것은 안전하며, 양쪽 약제 모두 용량 조절은 불필요하다고 밝혔다. 음식 섭취가 다파글리플로진의 효능에 임상적으로 유의미한 영향을 줄 가능성은 낮으며, 따라서 식사와는 관계없이 투여할 수 있다.

## 종류
현재까지 알려진 SGLT2 억제제의 종류는 다음과 같다.
- 벡사글리플로진은 2023년 1월 상품명 브렌자비(Brenzavvy)로 미국에서 판매가 승인되었다.[26]
- 카나글리플로진은 미국에서 사용이 승인된 최초의 SGLT2 억제제이다. 2013년 1월에 상품명 인보카나(Invokana)로 처음 판매가 승인되었고 EU에서도 같은 상품명으로 시판되었다.[27][28]
- 다파글리플로진은 2012년 EU에서 판매가 승인된, 최초로 판매되기 시작한 SGLT2 억제제이다.[29] 미국에서는 2014년 1월 FDA의 승인을 받아 상품명 포시가(Farxiga)로 판매되기 시작하였다.[30] 한편 제1형 당뇨병에 대한 최초의 경구 치료제로서 인슐린과 조합하여 EU와 미국에서 사용된다.
- 엠파글리플로진은 상품명 자디안스(Jardiance)로 2014년 8월 미국에서 사용이 승인되었다.[31] SGLT2 억제제 중에서도 엠파글리플로진과 토포글리플로진이 SGLT2 억제에 대한 특이성이 가장 크다.[1] 또한 엠파글리플로진은 제2형 당뇨병에 대한 경구 약제로, 심혈관계 사망의 위험을 낮춘다고 밝혀져 있다.[32]
- 에르투글리플로진은 상품명 스테글라트로(Steglatro)로 미국에서 2017년 12월에 사용이 승인되었다.[33]
- 이프라글리플로진은 일본의 기업인 아스텔라스 제약에서 만들었으며, 상품명 수글라트(Suglat)로 일본에서 2014년 1월에 사용이 승인되었다.[34][35]
- 루세오글리플로진은 다이쇼 제약에서 개발하였으며, 상품명 루세피(Lusefi)로 2014년 3월 사용 승인되었다.[36]
- 레모글리플로진 에타보네이트는 인도에서 글렌마크가 2019년 5월에 처음 시판하였다.
- 세르글리플로진 에타보네이트는 임상 2상 시험에서 개발이 중지되었다.[37]
- 소타글리플로진은 상품명 진퀴스타(Zynquista)의 이름으로 임상 3상 시험을 거치고 있는, 렉시콘 제약이 개발한 SGLT1/SGLT2 이중 억제제이다. 본래 제1형 당뇨병 치료 목적으로 인슐린과 조합하는 첫 경구 약제가 될 계획이었다.[38] 그러나 FDA에서는 이러한 인슐린과의 조합으로 제1형 당뇨병을 치료한다는 사용 승인을 거부하였다.[39][40]
- 토포글리플로진은 사노피와 코와 제약이 개발하였으며, 각각 상품명 아플웨이(Apleway)와 데베르자(Deberza)로 2014년 3월에 일본에서 사용이 승인되었다.[41]

## 작용 기전

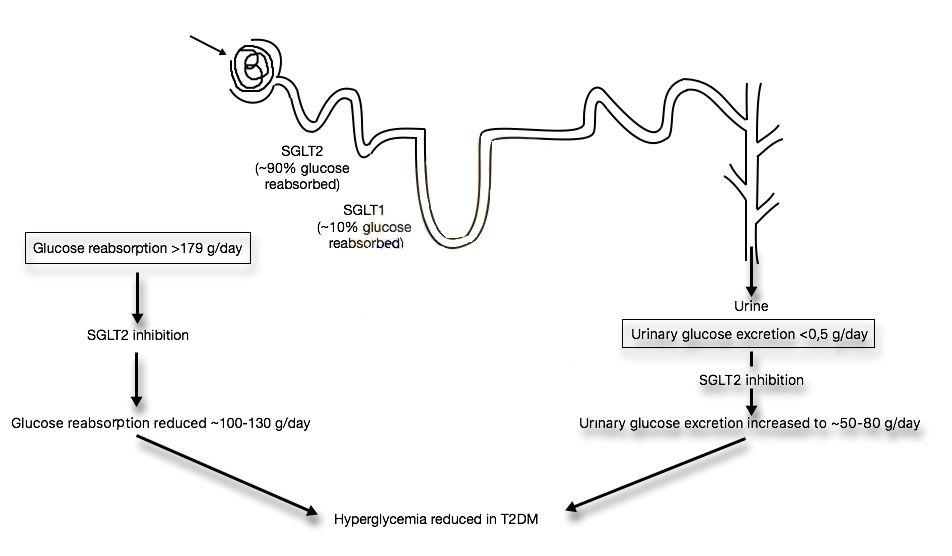
네프론에서 포도당의 재흡수

나트륨-포도당 공동수송체(SGLTs)는 콩팥에 주로 존재하는 단백질로 혈중 포도당 농도를 조절하는 데에 중요한 역할을 한다. SGLT1과 SGLT2는 SGLT에 속하는 가장 잘 알려진 단백질이다. SGLT2는 사구체에서 여과된 포도당을 다시 순환계로 재흡수시키는 중요한 운송 단백질이며, 콩팥의 전체 포도당 재흡수에서 대략 90%를 담당한다고 알려져 있다. SGLT2는 콩팥의 근위곡세뇨관(몸쪽곱슬세관, proximal convoluted tubule) 첫 번째 분절을 둘러싸고 있는 콩팥의 상피세포에서 주로 발현된다. SGLT2 억제제는 이 SGLT2 단백질을 억제하여 콩팥이 사구체에서 여과된 여과액에서 포도당을 재흡수하지 못하도록 막아, 혈중 포도당 농도를 낮추는 동시에 소변으로의 포도당 배설을 촉진한다.
다파글리플로진은 SGLT2 억제제의 일종인데, SGLT2에 대한 선택적인 경쟁적 저해제이다. 다파글리플로진은 SGLT2를 경쟁적으로 강하게 억제하여 작용하는데, 그 활성은 각 환자의 혈당 조절 능력과 콩팥기능에 따라 달라진다. 그 결과 콩팥의 포도당 재흡수가 감소하며, 혈중 포도당 농도가 높으면 소변으로 더 많은 포도당이 빠져나가게 된다. 따라서 다파글리플로진은 다른 여러 가지 당뇨병약들과 달리, 인슐린의 분비나 인슐린 감수성과 독립적인 기전을 통해 혈당 수치를 낮출 수 있다. 또한 기능할 수 있는 췌장의 베타세포가 작용하는 데에 필수적이지 않기 때문에, 베타세포 기능이 감소한 환자에서 사용하기가 용이하다.
나트륨과 포도당은 SGLT2에 의해 근위곡세뇨관을 둘러싸고 있는 세뇨관 상피세포의 솔가장자리를 가로질러 같이 수송된다. 이는 세뇨관과 세포 사이의 나트륨 기울기 때문에 발생하는 포도당의 이차능동수송이다. 포도당은 이후 내피세포의 수동수송에 의해 창자의 포도당 수송 단백질로 재흡수된다.
| SGLT  | 사람 조직에서 발                         |
| ----- | ---------------------------------------- |
| SGLT1 | 창자, 기관, 콩팥, 심장, 뇌, 고환, 전립샘 |
| SGLT2 | 콩팥, 뇌, 간, 갑상샘, 근육, 심장         |

## 약리학
표 2에는 SGLT2 억제제에 속하는 다양한 약제들의 생물학적 반감기, 생체이용률, 단백질 결합, tmax 시점에서의 혈중농도인 Cmax, 그 외 기타 약동학적 수치들이 제시되어 있다. SGLT2 억제제들은 대사되어 비활성 상태인 대사산물로 소변을 통해 배설된다.
| 약제 이름                | 생체이용률                                        | 단백질 결합 | tmax (시간) | t1/2 (시간)                                      | Cmax                                                         | SGLT1에 비한 SGLT2 선택성 |
| ------------------------ | ------------------------------------------------- | ----------- | ----------- | ------------------------------------------------ | ------------------------------------------------------------ | ------------------------- |
| 카나글리플로진           | 65% (300 mg 용량 기준)                            | 99%         | 1–2         | 10.6 (100 mg 용량 기준); 13.1 (300 mg 용량 기준) | 1096 ng/mL (100 mg 용량 기준); 3480 ng/mL (300 mg 용량 기준) | 250배                     |
| 다파글리플로진           | 78%                                               | 91%         | 1–1.5       | 12.9                                             | 79.6 ng/mL (5 mg 용량 기준); 165.0 ng/mL (10 mg 용량 기준)   | 1200배                    |
| 엠파글리플로진           | 90–97% (생쥐); 89% (개); 31% (쥐)                 | 86.20%      | 1.5         | 13.2 (10 mg 용량 기준); 13.3 (25 mg 용량 기준)   | 259nmol/L (10 mg 용량 기준); 687nmol/L (25 mg 용량 기준)     | 2500배                    |
| 에르투글리플로진         | 70-90%                                            | 95%         | 0.5-1.5     | 11-17                                            | 268 ng/mL (15 mg 용량 기준)                                  | 2000배                    |
| 이프라글리플로진 (50 mg) | 90%                                               | 96.30%      | 1           | 15–16 (50 mg 용량 기준)                          | 975 ng/mL                                                    | 360배                     |
| 루세오글리플로진         | 35.3% (수컷 쥐); 58.2% (암컷 쥐); 92.7% (수컷 개) | 96.0–96.3%  | 0.625±0.354 | 9.24±0.928                                       | 119±27.0 ng/mL                                               | 1650배                    |
| 토포글리플로진 (10 mg)   | 97.50%                                            | 83%         | 0.75        | 6.8                                              | 489 ng/mL                                                    | 2900배                    |

- Cmax: 약물이 투여된 후에 체내에서 도달하는 최대 혈청 농도
- tmax: 최대 혈장 농도에 도달하는 데에 걸리는 시간
- t1/2: 생물학적 반감기

건강한 사람들과 제2형 당뇨병 환자들을 대상으로 다파글리플로진을 투여한 연구에서 다파글리플로진의 약동학적 특징을 확인할 수 있었다. 혈청 내 농도는 용량 의존적이며 반감기는 12~13시간, Tmax는 1~2시간이다. 또한 단백질 결합은 91% 정도로, 따라서 흡수가 빠르고 콩팥으로의 배설이 최소화된다.
다파글리플로진의 분포는 체중이나 체질량지수(BMI)에 의해 분명한 영향을 받지는 않기 때문에, 약동학적 특징들을 봤을 때 다파글리플로진은 BMI가 높은 환자들에게도 사용할 수 있을 것으로 기대된다. 다파글리플로진은 용량이 증가할수록 소변으로의 포도당 배설량이 증가하는데, 그 작용 기전에서 추정하였을 때 단일 용량 투여 시에 최대 47g/d의 포도당을 배설시킬 수 있다.
다파글리플로진을 대상으로 수행한 몇몇 장기간 임상 연구에서는 다파글리플로진이 플라시보 군이나 다른 경쟁 약들을 복용한 군에 비해 통계적으로 우월한 체중 감소 효과를 보였다고 밝혔다. 이는 체액 소실보다는 열량의 소모와 주로 관련되어 있다.
다른 당뇨병약들과 다르게, SGLT2 억제제는 포도당신생합성과 케톤생성을 억제하지 않고 증강시킨다. SGLT2 억제제는 시르투인 1을 활성화시켜 차례로 PGC-1α와 FGF21도 활성화시키기 때문에, 다른 당뇨병약보다 심장을 보호하는 효과를 많이 가진다.